# (200294) 2000 AT205
(200294) 2000 AT205 es un asteroide perteneciente al cinturón de asteroides descubierto el 15 de enero de 2000 por Korado Korlević desde el Observatorio de Višnjan, Zvjezdarnica Višnjan, Croacia.

## Designación y nombre
Designado provisionalmente como 2000 AT205.

## Características orbitales
2000 AT205 está situado a una distancia media del Sol de 2,776 ua, pudiendo alejarse hasta 3,089 ua y acercarse hasta 2,463 ua. Su excentricidad es 0,112 y la inclinación orbital 11,34 grados. Emplea 1689,81 días en completar una órbita alrededor del Sol.

## Características físicas
La magnitud absoluta de 2000 AT205 es 15,8. 